# Macaúbas
Macaúbas is een gemeente in de Braziliaanse deelstaat Bahia. De gemeente telt 48.633 inwoners (schatting 2009).

## Aangrenzende gemeenten
De gemeente grenst aan Bom Jesus da Lapa, Boquira, Botuporã, Caetité, Caturama, Ibipitanga, Igaporã, Paratinga, Riacho de Santana, Rio do Pires en Tanque Novo.

## Geboren
- Claudemir Domingues de Souza, "Claudemir" (1988), voetballer